# Villafeliz de la Sobarriba
Villafeliz de la Sobarriba es una localidad española, perteneciente al municipio de Valdefresno, en la provincia de León y la comarca de La Sobarriba, en la Comunidad Autónoma de Castilla y León.
Situado sobre el Arroyo de las Arregadas, afluente del Arroyo del Reguerón, que vierte sus aguas al Río Porma.
Los terrenos de Villafeliz de la Sobarriba limitan con los de Santa María del Monte del Condado al norte, Villamayor del Condado al noreste, Represa del Condado al este, Villalboñe al sur, Carbajosa al suroeste y Santovenia del Monte al noroeste.
Perteneció a la antigua Hermandad de La Sobarriba.